# Hiawatha Gletsjer
Der Hiawatha Gletsjer ist ein grönländischer Gletscher im Distrikt Qaanaaq in der Avannaata Kommunia.

## Lage
Der Hiawatha Gletsjer kommt vom Grönländischen Inlandeis und zieht sich in nördliche Richtung in den östlichen Bereich von Inglefield Land. Sein Schmelzwasser bildet die Septembersøerne, die über einen kleinen Fluss in den Fjord Inuarfissuup Kangerlua (Matshall Bugt) abfließen, der wiederum in die Nares-Straße mündet.

## Geschichte
Der Gletscher wurde während der Jubiläumsexpedition 1920–1923 unter Lauge Koch kartografiert und nach dem mythischen Irokesenhäuptling Hiawatha benannt.

Zwei Ansichten der Hiawatha-Kraterregion – eine bedeckt vom grönländischen Eisschild, die andere zeigt die Topographie des Gesteins unter dem Eisschild, einschließlich des Kraters

2015 wurde unter dem Gletscher eine Struktur entdeckt, die als der Einschlagkrater eines Eisenmeteoriten von einem Kilometer Durchmesser interpretiert wird. Im Jahr 2018 wurde der Krater im Rahmen einer Studie vermessen. Die breite kreisförmige Senke hat einen Durchmesser von etwa 31 Kilometern und liegt unter der bis zu einem Kilometer dicken Eisdecke. Eine erste Einschätzung, wonach der Krater im 12. oder 11. Jahrhundert v. Chr. entstanden sei, wurde im Jahr 2022 durch verschiedenen Datierungsmethoden widerlegt. Im Rahmen der Datierung fanden die beteiligten Wissenschaftler heraus, dass der Krater vor 58 Millionen Jahren durch einen Einschlag eines Meteoriten mit einem Durchmesser von etwa 1,5 bis 2 Kilometern gebildet wurde.